# عباس وریج کاظمی
عباس وریج کاظمی (زادهٔ ۱۳۵۲) جامعه‌شناس ایرانی، دانشیار مؤسسه مطالعات فرهنگی و اجتماعی و مدیر گروه مطالعات فرهنگی در این مؤسسه است.

## زندگی
کاظمی متولد شهر چالوس است و تحصیلات متوسطه‌ی خود را در دبیرستان شهید بخشی چالوس گذرانده است. او دورهٔ کارشناسی (۱۳۷۵)، کارشناسی ارشد (۱۳۷۸) و دکتری (۱۳۸۴) را در رشتهٔ جامعه‌شناسی در دانشگاه تهران گذراند. سپس در دانشکده علوم اجتماعی دانشگاه تهران مشغول به کار شد و از سال ۱۳۸۴ تا ۱۳۸۹، عضو هیئت علمی گروه ارتباطات بود.
در سال ۱۳۸۹، عدم تمدید قرارداد او با دانشگاه تهران، با اعتراض دانشجویان و اساتیدی مثل یوسف اباذری، تقی آزاد ارمکی، مهدی منتظرقائم، سارا شریعتی، حمیدرضا جلایی‌پور و علیرضا دهقان نیری روبرو شد. این افراد در نشستی با عنوان «جلسهٔ نقد و بررسی کارنامهٔ دکتر عباس کاظمی» به بررسی سوابق کاظمی پرداختند و از رئیس وقتِ دانشگاه تهران، فرهاد رهبر، خواستند قراردادش را تمدید کند.
کاظمی در در سال‌های ۱۳۹۰ تا ۱۳۹۲ پژوهشگر مهمان در دانشگاه نیویورک و ترینیتی کالج در آمریکا بود. در سال‌های ۱۳۹۴ تا ۱۳۹۸ مدیر گروه مطالعات فرهنگی در دانشگاه علم و فرهنگ شد و به شکل قراردادی در آنجا مشغول به‌کار شد. او در نهایت در مؤسسه مطالعات فرهنگی و اجتماعی به‌عنوان هیئت علمی استخدام شد.

## نقد آثار
کتاب‌های عباس کاظمی در نشست‌ها و نشریات گوناگون مورد بحث و بررسی قرار گرفته‌است. نقد مفصلی بر کتاب جامعه‌شناسی روشنفکری دینی در ایران (پایان‌نامهٔ کارشناسی ارشد کاظمی) در نشریهٔ راهبرد یاس منتشر شده‌است.
کتاب دانشگاه؛ از نردبان تا سایبان در نشستی با حضور تقی آزاد ارمکی و اسمعیل خلیلی مورد بحث و بررسی قرار گرفت.
کتاب امر روزمره در جامعه پساانقلابی در جلسه‌ای با حضور ابراهیم فیاض بررسی شد و نقد شعبان‌علی بهرام‌پور بر آن نیز در نشریهٔ نقد کتاب علوم اجتماعی انتشار یافت.
این کتاب همچنین در جلساتی از سوی نعمت‌الله فاضلی، رضا صمیم و جبار رحمانی و نیز مهدی کرمانی مورد نقد قرار گرفت. مقالاتی راجع به این کتاب به‌قلم جبار رحمانی در سایت انسان‌شناسی و فرهنگ و به‌قلم بهرنگ صدیقی در شمارهٔ ۴۸ نشریهٔ مهرنامه منتشر شد.
محمد عطاران و غلامرضا آذری هم کتاب روایتی از کلاس‌های درس دانشگاهی: تجربه زیسته استادان دانشگاه را به‌ترتیب در نشریات نظریه و عمل در برنامهٔ درسی و پژوهشنامه انتقادی متون نقد کردند.
کتاب سفر نظریه‌ها در جلسه رونمایی توسط حسن محدثی و شیوا علینقیان نقد شد. همینطور روزنامه‌ی ایران نقدی توسط جبار رحمانی در 13 آذر 1401 نوشت و محسن آزموده نیز نقدی با عنوان چشم جامعه‌شناسی در روزنامه اعتماد مورخ 10 دی 1401 منتشر کرد.

## افتخارات
او برای پژوهشی تحت‌عنوان بررسی ماهیت و ساختار جنبش دانشجویی در ایران از برگزیدگان چهارمین دوره جشنواره خوارزمی بود.

## فعالیت‌ها
عباس کاظمی در دانشگاه‌های مازندران، خوارزمی، علم و فرهنگ و تربیت مدرس و دانشگاه تهران تدریس کرده است.
او در حوزه جامعه‌شناسی شهری، نظریه‌های جامعه‌شناسی و جامعه‌شناسی زندگی روزمره در ایران و همچنین تغییرات اجتماعی- فرهنگی تدریس گرده است.
کاظمی در دانشگاه تهران درس مصرف رسانه‌ای وزندگی روزمره را در دوره کارشناسی تعریف کرده است و برای سال‌های 85 تا 89 کرسی درس مطالعات انتقادی را در گروه ارتباطات در اختیار داشته است.
او از سال 1384 درس زندگی روزمره در ایران را تاکنون در دانشگاه علم و فرهنگ تدریس کرده است و همچنین بین سال‌های 1384 تا 1398 مدیر گروه مطالعات فرهنگی در دانشگاه علم و فرهنگ بوده است. 
از سال 1400 به بعد مدیریت گروه مطالعات فرهنگی در موسسه مطالعات فرهنگی و اجتماعی را بر عهده دارد.
کاظمی همچنین در موسسات رخداد تازه و موسسه پرسش تدریس داشته است.

## آثار
- جامعه‌شناسی روشنفکری دینی در ایران، تهران: طرح نو، ۱۳۸۳.
- پرسه‌زنی و زندگی روزمره ایرانی: تأملی بر مصرف مراکز خرید، عباس کاظمی، تهران: آشیان، ۱۳۸۸، تجدیدچاپ (ویراست دوم)، تهران: فرهنگ جاوید، ۱۳۹۲.
- سنجه‌های دینداری در ایران، با همکاری مهدی فرجی، تهران: جامعه و فرهنگ‏‫، ۱۳۸۸.‬
- امر روزمره در جامعه پساانقلابی، تهران: فرهنگ جاوید‏‫، ۱۳۹۵.‮‬
- فراغت دانشجویی‏‫: تحلیل ثانویه پیمایش‌های «نگرش و رفتار دانشجویان» سال ۱۳۸۲ و ۱۳۹۴‬، با همکاری نفیسه حصارکی، تهران: پژوهشکده مطالعات فرهنگی و اجتماعی‏‫، ۱۳۹۶.‮‬
- مطالعات فرهنگی دانشگاهی در ایران، با همکاری محبوبه حاج‌حسينی، تهران: پژوهشکده مطالعات فرهنگی و اجتماعی، ‏‫۱۳۹۵.‬
- دانشگاه: از نردبان تا سایبان، تهران: پژوهشکده مطالعات فرهنگی و اجتماعی‏‫، ‏‫۱۳۹۷.‬‬
- مگامال‌ها و مجتمع‌های بزرگ تجاری در تهران؛ مطالعه‌ای جامعه‌شناختی، با همکاری مسرت امیرابراهیمی، تهران: مرکز مطالعات و برنامه‌ریزی شهر تهران‬‬‏‫، ۱۴۰۰.‬
- سفر نظریه‌ها، تهران: اگر‏‫، ۱۴۰۱.‬

#### سرویراستار، گردآورنده
- تست‌های طبقه‌بندی شده نظریه‌های جامعه‌شناسی، تهیه و تنظیم، تهران‬‏‫: سازمان انتشارات جهاد دانشگاهی، ۱۳۸۶.‬‬
- مطالعات فرهنگی، مصرف فرهنگی و زندگی روزمره در ایران، به اهتمام، تهران: سازمان انتشارات جهاد دانشگاهی، ‏‫۱۳۸۷.
- آزمون‌های طبقه‌بندی شده نظریه‌های جامعه‌شناسی، تهیه و تنظیم، تهران: سازمان انتشارات جهاد دانشگاهی‏‫، ۱۳۸۹.‬
- مطالعات فرهنگی و اجتماعی کلاس درس دانشگاهی در ایران، گروه نویسندگان، تهران: پژوهشکده مطالعات فرهنگی و اجتماعی‏‫، ۱۳۹۶.‬
- روایتی از کلاس‌های درس دانشگاهی: تجربه زیسته استادان دانشگاه، تهیه و تنظیم، تهران: پژوهشکده مطالعات فرهنگی و اجتماعی‏‫، ۱۳۹۶.‬